# Риебинская волость
Риебинская волость (латыш. Riebiņu pagasts) — одна из пятнадцати территориальных единиц Прейльского края Латвии. Находится в центральной части края. Граничит с городом Прейли, Прейльской, Галенской, Стабулниекской, Саунской, Силаянской и Рушонской волостями своего края.
Крупнейшими населёнными пунктами волости являются сёла: Риебини (волостной центр), Пиенини, Спринджи, Кокориши, Опуги, Ондзули.
В селе Риебини находится Риебинская католическая церковь и сохранившиеся постройки Риебинской усадьбы.
Риебинскую волость пересекает автодорога Р58 Виляны — Прейли — Шпоги.
По территории волости протекают реки Сауна и Фейманка. Из крупных озёр — Пиениню и Глухое.

## История
В 1945 году в Силаянской волости Резекненского уезда был создан Риебинский сельский совет. После отмены в 1949 году волостного деления он входил в состав Прейльского района.
В 1951 году к Риебинскому сельсовету была присоединена территория ликвидированного колхоза «Красный Октябрь» Кауского сельсовета. В 1954 году — территория ликвидированного Пиенинского сельсовета. В 1975 году произведена коррекция границы с городом Прейли.
В 1990 году Риебинский сельсовет был реорганизован в волость. В 2004 году Риебинская волость, вместе с пятью другими волостями Прейльского района, вошла в состав новообразованного Риебинского края.
В 2021 году в результате новой административно-территориальной реформы Риебинский край был упразднён, Риебинская волость вошла в состав Прейльского края.